# Юлиана Доротея фон Золмс-Хоензолмс
Юлиана Доротея Елизабет фон Золмс-Хоензолмс (на немски: Juliana Dorothea Elisabeth zu Solms-Hohensolms; * 24 март 1592 в Клеебург, Хесен-Гисен; † 1649) е графиня от Золмс-Хоензолмс и чрез женитба графиня на Вид-Нойвид.
Тя е дъщеря на граф Херман Адолф фон Золмс-Хоензолмс (1545 – 1613) и съпругата му графиня Анна София фон Мансфелд-Хинтерорт (1562 – 1601), дъщеря на граф Йохан фон Мансфелд-Хинтерорт (1526 – 1567) и втората му съпруга Маргарета фон Брауншвайг-Люнебург (1534 – 1596), дъщеря на херцог Ернст I фон Брауншвайг-Люнебург-Целе.
Сестра е на граф Филип Райнхард I (1593 – 1636), Доротея София (1595 – 1660), омъжена 1616 г. в Бутцбах за граф Георг Фридрих II фон Хоенлое-Шилингсфюрст (1595 – 1635), и на Анна Маргарета (1597 – 1670), омъжена 1632 г. във Франкфурт за граф Йохан Конрад фон Золмс-Браунфелс-Грайфенщайн († 1635).

## Фамилия
Юлиана Доротея се омъжва на 20 декември 1613 г. в дворец Шаумбург за граф Херман II фон Вид-Нойвид († 1631), вторият син на Херман I фон Вид (1550 – 1591) и графиня Валбурга (Валпурга) фон Бентхайм-Щайнфурт (1555 – 1628). Те имат децата:
- Валпурга Магдалена (1614 – 1674), монахиня в Херфорд
- Йоханета Мария (1615 – 1715), омъжена ок. 1650 г. за граф Лудвиг Алберт фон Сайн-Витгенщайн-Ноймаген (1617 – 1664)
- Анна София (1616 – 1694), омъжена ок. 1640 г. за граф Густав Густавсон фон Вазаборг (1616 – 1653), извънбрачен син на шведския крал Густав II Адолф
- Амьона Амалия (1618 – 1680), омъжена на 1 април 1641 г. за граф Лудвиг Христоф фон Золмс-Лих (1618 – 1650)
- Фридрих III фон Вид (1618 – 1698), женен I. на 1 (20) март 1639 г. за графиня Мария Юлиана фон Лайнинген-Вестербург (1616 – 1657), II. на 20 октомври 1663 г. за графиня Филипина Сабина фон Хоенлое-Валденбург-Шилингсфюрст (1620 – 1681), III. на 12 септември 1683 г. за графиня Мария Сабина фон Золмс-Хоензолмс (1638 – 1685), IV. на 5 юни 1686 г. за графиня Конрадина Луиза фон Бентхайм-Текленбург (1647 – 1705)
- Мориц Христиан (1620 – 1653), граф на Вид, женен на 31 март 1642 г. за графиня Катарина Юлиана фон Ханау-Мюнценберг (1604 – 1668)
- Херман (1621 – 1651)
- Йохан Ернст (1623 – 1664), граф на Вид и Рункел, женен на 1 май 1652 г. за графиня Хедвиг Елеонора фон Еверщайн-Наугард (1623 – 1679)
- Луиза Юлиана (1624)
- Фердинанд Вилхелм Лудвиг (1626 – 1633)
- Доротея Сабина (1627 – 1633)
- Елизабет Катарина (1628 – ок. 1649), омъжена 1649 г. за Йохан Вилхелм фон Палант-Брайтенбанд († 1654)
- Вилхелм Лудвиг (1630 – 1664)
- Сибила Христина (1631 – 1707), омъжена 1651 г. за граф Йохан Лудвиг фон Лайнинген-Вестербург (1625 – 1665)